# いまこそ!ラジオルネサンス
『いまこそ！ラジオルネサンス』は、NHKラジオ第1放送で2008年3月21日に放送されたラジオメディアのあり方をテーマにした特別番組である。

## 概要
2008年4月に、日中の番組を大きく改編するNHKラジオ第1放送のPRと、ラジオメディアの魅力や可能性を考える目的で、午前から夜まで4部構成にわたって放送された。公共放送であるNHKのラジオ番組に、全国の民間放送ラジオのアナウンサーやパーソナリティが出演したほか、JR東京駅に特設スタジオを設置。公開生放送でゲストがラジオの魅力を語った。また、リスナーからファクシミリやメールで「ラヂオのうた」のフレーズを募集、ビリーバンバンの2人がこれらのフレーズを歌詞に仕立てて曲を付け番組のエンディングで披露したほか、キャッチフレーズ「ミミとも。」を浸透させるために、北海道と沖縄から「ミミとも隊」による移動中継レポートを行った。

## 放送日時
2008年3月21日 8:35-21:55 (JST)
- 第1部　8:35-11:50
- 第2部　13:05-15:55
- 第3部　18:00-18:50
- 第4部　20:05-21:55

11:50-13:05はニュース、『ひるのいこい』『ひるの散歩道』など、16:05-18:00は『大相撲春場所』を、18:50-20:05はローカルニュースや『NHKきょうのニュース』などで中断となった。

## キャスター
- 末田正雄（NHKアナウンサー。2008年4月より『NHKきょうのニュース』担当）
- 後藤繁榮（NHKアナウンサー。『地球ラジオ』担当）
- 有江活子（2008年3月までは『ラジオほっとタイム』、2008年4月からは『私も一言!夕方ニュース』担当）

## 移動中継「ミミとも隊」
- 神田山陽（講談師、北回り担当。2008年4月から『もぎたて!北海道』担当）
- 藤木勇人（俳優、南周り担当。2007年4月から『沖縄熱中倶楽部』担当）
- 青井実（NHKアナウンサー、東京駅担当。2008年4月から『夜はぷちぷちケータイ短歌』担当）

## 放送された内容

### 第1部
- オープニング
ミミとも隊中継（函館駅、那覇空港）、みんなでつくろう！ラジオの歌・歌詞募集
  - 函館駅ホームから神田山陽、那覇空港から藤木勇人が出発の模様をレポートしたほか、総合司会3人の意気込みやメッセージなどを紹介した。
- 地域の元気を支えるラジオ(9:05-9:55)
  - 全国の民放ラジオ局とのリレートーク。冒頭は東海ラジオ『かにタク言ったもん勝ち』との同時生放送を行い、その後も、道上洋三（朝日放送・おはようパーソナリティ道上洋三です）、沢田幸二（九州朝日放送・PAO〜N）、石川太郎（東北放送・COLORS）、相本芳彦（北日本放送・コンビニラジオ相本商店いらっしゃいませ〜）、坂橋克明（信越放送・わいわいワイド ラジオの王様）が登場。声のみならず、各局のステーションジングルや番組テーマ曲がNHKラジオを通じて全国に放送された。
- リスナーと作るラジオの楽し(10:05-10:55)
  - 10時台から東京駅構内の特設スタジオでの放送を開始。ゲストに愛川欽也と嘉門達夫を迎え、ラジオの送り手とリスナーの関係を語り合った。司会の後藤アナウンサーは学生時代、愛川がパーソナリティを務めたTBSラジオの深夜放送『パックインミュージック』のリスナーであったことを告白した。また後半には4月からのラジオ第1放送の新番組『ラジオビタミン』の村上信夫アナウンサーと神崎ゆう子と、午後の新番組『ふるさとラジオ』『つながるラジオ』を担当する柿沼郭アナウンサーと石山智恵が登場した。
- 心をつなぐラジオ(11:05-11:50)
ミミとも隊中継（青森駅、博多駅）
  - スタジオに永六輔、きたやまおさむを招き、ラジオのあり方を語り合う。中盤には青森駅からの中継で、新番組『ぬくだまりの宿 みちのく亭』を担当する伊奈かっぺいが登場。そして3月までは福岡放送局に勤務し、4月から『ラジオあさいちばん』のキャスターとなる山下信アナウンサーが、博多駅前から登場してPRを行った。また東京駅からは「ミミとも。特別PR隊」として、深夜放送で一世を風靡したせんだみつおも登場した。

### 第2部
- ラジオドラマ その奥深さ
- ミミとも隊中継（移動車中から）
- 魅力たっぷりラジオバラエティ
- ラジオのちから・かのうせい（東京駅）
  - NHKと民放のパーソナリティがトーク
- 防災とラジオ
- ミミとも隊中継（仙台駅、神戸市内）
  - 神戸市内からは『かんさい土曜ほっとタイム』の佐藤誠アナウンサーが登場。前コーナー「防災とラジオ」の話題を受け、阪神・淡路大震災発生時に現場リポートを行った時のエピソードを語り、仙台駅前からは山形放送局の藤田千枝キャスターが方言バラエティ番組『今夜はなまらナイト』を紹介した。現在はテレビでの放送回数も増えつつあるが、当時はまだラジオメインであった。
- テレビよりラジオが好き

### 第3部
- ラジオニュースにあなたの声を
- ミミとも隊中継

### 第4部
- アメリカラジオ事情
- 未来のラジオって？
- 発表「ラジオの歌」